# Marsha Ambrosius
Marsha Ambrosius-Billups, née le 8 août 1977 à Liverpool, est une chanteuse britannique.
Membre du duo Floetry (en), aux côtés de Natalie Stewart, elle mène également une carrière solo avec les albums Late Nights & Early Mornings (2011) et Friends & Lovers (2014).

## Débuts avec Floetry
Marsha Ambrosius et Natalie Stewart se rencontre par le sport, en fréquentant les mêmes terrains de basketball. Elle fréquentent également la même école, la BRIT School for Performing Art and Technology. Marsha Ambrosius étudie alors le commerce et la finance, tandis que Natalie Stewart se spécialise dans les arts du spectacle et les médias. Ambrosius avait des ambitions à l'université, elle visait le Georgia Institute of Technology à Atlanta, Georgie, mais elle renonça à cause d'une blessure. Stewart, de son côté, fréquente les bancs de la Middlesex University puis de la North London University. Les deux amies restent en contact pendant leurs années d'études. En 1999, Marsha Ambrosius, qui chante, joue du piano et compose, invite Natalie Stewart à poser ses mots sur sa musique (Stewart est alors davantage une artiste de Slam Poetry qu'une chanteuse). Cette complémentarité entre la voix harmonieuse de Masha Ambrosius et le flow de Natalie Stewart est à l'origine même du nom Floetry (flow+poetry).

## Succès
En 2000, le duo voyage aux États-Unis pour jouer dans le circuit de Slam Poetry. Après avoir fréquenté des lieux de poésie Spoken Word à Atlanta, comme le Yin Yang's Poets' Café, elle s'établissent à Philadelphie. Elles y rencontrent Darren "Limitless" Henson et Keith "Keshon" Pelzer du studio Touch Of Jazz de DJ Jazzy Jeff et commencent à enregistrer.La même année, elles signent un contrat avec DreamWorks Records et sortent leur premier album, Floetic, qui contient les succès Floetic, Say Yes et Getting Late. La version britannique comprend également des morceaux indétis, dont un avec l'auteur et compositeur Sebastian Rogers. Elles réalisent ensuite deux albums : en 2003, le live Floacism (également filmé) et en 2005 l'album Flo'Ology,.
En 2001, elle travailla avec Michael Jackson pour son album Invincible, pour lequel elle offre le titre Butterflies, qu'elle a composé avec André "Dre" Harris. Elle participe à l'enregistrement du titre, en assurant les chœurs. Une version de Marsha Ambrosius/Floetry sort l'année suivante (2002), sous le titre Butterflies - Demo, sur l'album Floetic.

## Vie personnelle
Marsha Ambrosius est mariée à Dez Billups, un Américain qu'elle a rencontré le 15 juillet 2015 à Cleveland, alors qu'il était roadie sur la tournée de réunion de Floetry. En 2016, ils ont une fille qu'il prénomment Nyla.
Fan de sports, Marsha Ambrosius est supporter du Liverpool FC.